# Tatsuya Ai
Tatsuya Ai (阿井 達也 Ai Tatsuya?,  nacido el 17 de abril de 1968 en Saitama) es un exfutbolista japonés. Jugaba de centrocampista y su último club fue el Ventforet Kofu de Japón.

## Trayectoria

### Clubes
| Club                  | País  | Año         |
| --------------------- | ----- | ----------- |
| Yokohama Marinos      | Japón | 1991 - 1993 |
| Otsuka Pharmaceutical | Japón | 1994 - 1995 |
| Denso                 | Japón | 1996        |
| Ventforet Kofu        | Japón | 1997 - 2000 |

## Palmarés

### Títulos nacionales
| Título             | Club             | País  | Año  |
| ------------------ | ---------------- | ----- | ---- |
| Copa del Emperador | Nissan Motors    | Japón | 1991 |
| Copa del Emperador | Yokohama Marinos | Japón | 1992 |